# Didier Santini
Pour les articles homonymes, voir Santini.
Didier Santini est un joueur et entraîneur de football français né le 7 septembre 1968 à Marseille. Il évoluait comme arrière gauche.

## Biographie

### Carrière d'entraîneur
En février 2006, il obtient le BEES 2e degré.
Le 1er juin 2016, il s'engage avec le club de l'USL Dunkerque. Le 19 février 2018, il est licencié par le club nordiste.
Le 1er décembre 2022, il prend officiellement ses fonctions en tant que nouvel entraîneur du Rodez AF jusqu'en 2025.
En 2024, il fait partie des nommés pour le trophée UNFP de meilleur entraîneur de Ligue 2, aux côtés d'Olivier Dall'Oglio (AS Saint-Etienne), Alexandre Dujeux (Angers SCO), Olivier Frapolli (Laval), et Christophe Pélissier (AJ Auxerre).
Lors de la saison 2023-2024 de Ligue 2, il emmène Rodez jusqu'à la 4ème place, signant la meilleure performance de l'histoire du club aveyronnais.

### En sélection
Le 14 mai 1998, il honore sa seule et unique sélection avec la Corse. La Squadra Corsa s'incline alors 1-0 face au Cameroun.

## Palmarès
Olympique de Marseille
- Champion de France en 1989.
- Vainqueur de la Coupe de France en 1989. (2 matchs disputés - Absent de la finale)

 Lille OSC
- Champion de France D2 en 2000.